# 2016-os ETRC osztrák nagydíj
A 2016-os ETRC osztrák nagydíj volt a 2016-os kamion-Európa-bajnokság első fordulója. 2016. április 30-án és május 1-jén rendezték meg a Red Bull Ring-en, Spielbergben.

## Időmérő - Szombat
| Poz. | #  | Versenyző             | Csapat                              | Autó          | Q1       | SP1      |
| ---- | -- | --------------------- | ----------------------------------- | ------------- | -------- | -------- |
| 1    | 3  | Jochen Hahn           | Team Hahn Racing                    | MAN           | 1:05,241 | 1:04,630 |
| 2    | 77 | René Reinert          | Reinert Racing GmbH                 | MAN           | 1:04,864 | 1:04,825 |
| 3    | 28 | Markus Altenstrasser  | Team Schwabentruck                  | Iveco         | 1:05,670 | 1:05,339 |
| 4    | 88 | Ryan Smith            | OXXO Racing Team                    | MAN           | 1:05,859 | 1:05,556 |
| 5    | 1  | Kiss Norbert          | Tankpool 24 Racing                  | Mercedes-Benz | 1:05,609 | 1:05,639 |
| 6    | 30 | Sascha Lenz           | SL Truck Racing Germany             | MAN           | 1:05,961 | 1:05,791 |
| 7    | 55 | Adam Lacko            | Buggyra International Racing System | Freightliner  | 1:05,589 | 1:05,794 |
| 8    | 21 | Thomas Robineau       | Team Robineau                       | MAN           | 1:05,902 | 1:05,798 |
| 9    | 27 | Gerhard Körber        | Team Schwabentruck                  | Iveco         | 1:05,728 | 1:05,993 |
| 10   | 10 | Ellen Lohr            | Truck Sport Lutz Bernau             | MAN           | 1:06,028 | 1:06,588 |
| 11   | 8  | Anthony Janiec        | Lion Truck Racing                   | MAN           | 1:06,034 |          |
| 12   | 12 | František Vojtíšek    | Frankie Truck Racing Team           | MAN           | 1:06,146 |          |
| 13   | 86 | Jiří Forman           | Buggyra Internation Racing System   | Freightliner  | 1:06,908 |          |
| 14   | 15 | Erwin Kleinnagelvoort | Erwin KleinNagelVoort               | Scania        | 1:07,079 |          |
| 15   | 11 | Eduardo Rodrigues     | Reboconorte, LDA                    | MAN           | 1:07,672 |          |

## Első verseny
| Poz. | #  | Versenyző             | Autó          | Idő/Kiesés oka | Pont |
| ---- | -- | --------------------- | ------------- | -------------- | ---- |
| 1    | 3  | Jochen Hahn           | MAN           | 21:53,448      | 20   |
| 2    | 77 | René Reinert          | MAN           | +2,642         | 15   |
| 3    | 28 | Markus Altenstrasser  | Iveco         | +9,717         | 12   |
| 4    | 30 | Sascha Lenz           | MAN           | +22,049        | 10   |
| 5    | 27 | Gerhard Körber        | Iveco         | +26,302        | 8    |
| 6    | 55 | Adam Lacko            | Freightliner  | +27,423        | 6    |
| 7    | 21 | Thomas Robineau       | MAN           | +30,921        | 4    |
| 8    | 1  | Kiss Norbert          | Mercedes-Benz | +31,415        | 3    |
| 9    | 10 | Ellen Lohr            | MAN           | +33,938        | 2    |
| 10   | 88 | Ryan Smith            | MAN           | +37,718        | 1    |
| 11   | 8  | Anthony Janiec        | MAN           | +41,140        |      |
| 12   | 15 | Erwin Kleinnagelvoort | Scania        | +55,545        |      |
| 13   | 12 | Frantíšek Vojtíšek    | MAN           | +55,631        |      |
| KI   | 11 | Eduardo Rodrigues     | MAN           | +14 kör        |      |
| DQ   | 86 | Jiří Forman           | Freightliner  |                |      |

## Második verseny
| Poz. | #  | Versenyző             | Autó          | Idő/Kiesés oka | Pont |
| ---- | -- | --------------------- | ------------- | -------------- | ---- |
| 1    | 77 | René Reinert          | MAN           | 22:02,197      | 10   |
| 2    | 3  | Jochen Hahn           | MAN           | +0,528         | 9    |
| 3    | 28 | Markus Altenstrasser  | Iveco         | +14,837        | 8    |
| 4    | 30 | Sascha Lenz           | MAN           | +18,602        | 7    |
| 5    | 55 | Adam Lacko            | Freightliner  | +29,487        | 6    |
| 6    | 12 | František Vojtíšek    | MAN           | +35,790        | 5    |
| 7    | 86 | Jiří Forman           | Freightliner  | +38,086        | 4    |
| 8    | 8  | Anthony Janiec        | MAN           | +38,649        | 3    |
| 9    | 27 | Gerhard Körber        | Iveco         | +52,506        | 2    |
| 10   | 21 | Thomas Robineau       | MAN           | +54,151        | 1    |
| 11   | 15 | Erwin Kleinnagelvoort | Scania        | +1 kör         |      |
| KI   | 10 | Ellen Lohr            | MAN           | +13 kör        |      |
| KI   | 1  | Kiss Norbert          | Mercedes-Benz | +18 kör        |      |
| KI   | 88 | Ryan Smith            | MAN           | +19 kör        |      |
| KI   | 11 | Eduardo Rodrigues     | MAN           |                |      |

## Időmérő - Vasárnap
| Poz. | #  | Versenyző             | Csapat                              | Autó          | Q1       | SP1      |
| ---- | -- | --------------------- | ----------------------------------- | ------------- | -------- | -------- |
| 1    | 55 | Adam Lacko            | Buggyra International Racing System | Freightliner  | 1:18,563 | 1:21,360 |
| 2    | 3  | Jochen Hahn           | Team Hahn Racing                    | MAN           | 1:19,216 | 1:23,703 |
| 3    | 27 | Gerhard Körber        | Team Schwabentruck                  | Iveco         | 1:19,861 | 1:23,793 |
| 4    | 77 | René Reinert          | Reinert Racing GmbH                 | MAN           | 1:20,272 | 1:24,711 |
| 5    | 8  | Anthony Janiec        | Lion Truck Racing                   | MAN           | 1:19,670 | 1:24,994 |
| 6    | 86 | Jiří Forman           | Buggyra International Racing System | Freightliner  | 1:19,652 | 1:25,117 |
| 7    | 88 | Ryan Smith            | OXXO Racing Team                    | MAN           | 1:20,317 | 1:25,278 |
| 8    | 1  | Kiss Norbert          | Tankpool 24 Racing                  | Mercedes-Benz | 1:19,597 | 1:26,250 |
| 9    | 30 | Sascha Lenz           | SL Truck Racing Germany             | MAN           | 1:19,714 | 1:27,659 |
| 10   | 12 | František Vojtíšek    | Czech Truck Racing Team             | MAN           | 1:20,460 | -        |
| 11   | 21 | Thomas Robineau       | Team Robineau                       | MAN           | 1:20,913 |          |
| 12   | 28 | Markus Altenstrasser  | Team Schwabentruck                  | Iveco         | 1:21,372 |          |
| 13   | 10 | Ellen Lohr            | Truck Sport Lutz Bernau             | MAN           | 1:21,456 |          |
| 14   | 11 | Eduardo Rodrigues     | Rebeconorte, LDA                    | MAN           | 1:22,423 |          |
| 15   | 15 | Erwin Kleinnagelvoort | Erwin KleinNagelVoort               | Scania        |          |          |

## Harmadik verseny
| Poz. | #  | Versenyző             | Autó          | Idő/Kiesés oka | Pont |
| ---- | -- | --------------------- | ------------- | -------------- | ---- |
| 1    | 55 | Adam Lacko            | Freightliner  | 27:21,984      | 20   |
| 2    | 8  | Anthony Janiec        | MAN           | +26,600        | 15   |
| 3    | 3  | Jochen Hahn           | MAN           | +27,887        | 12   |
| 4    | 27 | Gerhard Körber        | Iveco         | +30,220        | 10   |
| 5    | 77 | René Reinert          | MAN           | +37,718        | 8    |
| 6    | 1  | Kiss Norbert          | Mercedes-Benz | +39,052        | 6    |
| 7    | 86 | Jiří Forman           | Freightliner  | +42,682        | 4    |
| 8    | 88 | Ryan Smith            | MAN           | +43,482        | 3    |
| 9    | 12 | Frantíšek Vojtíšek    | MAN           | +1:02,804      | 2    |
| 10   | 28 | Markus Altenstrasser  | Iveco         | +1:12,846      | 1    |
| 11   | 10 | Ellen Lohr            | MAN           | +1:14,322      |      |
| 12   | 15 | Erwin Kleinnagelvoort | Scania        | +1 kör         |      |
| 13   | 11 | Eduardo Rodrigues     | MAN           | +1 kör         |      |
| 14   | 30 | Sascha Lenz           | MAN           | +1 kör         |      |
| KI   | 21 | Thomas Robineau       | MAN           | +12 kör        |      |

## Negyedik verseny
| Poz. | #  | Versenyző             | Autó          | Idő/Kiesés oka | Pont |
| ---- | -- | --------------------- | ------------- | -------------- | ---- |
| 1    | 55 | Adam Lacko            | Freightliner  | 23:11,567      | 10   |
| 2    | 88 | Ryan Smith            | MAN           | +15,343        | 9    |
| 3    | 27 | Gerhard Körber        | Iveco         | +15,904        | 8    |
| 4    | 3  | Jochen Hahn           | MAN           | +17,227        | 7    |
| 5    | 86 | Jiří Forman           | Freightliner  | +20,331        | 6    |
| 6    | 1  | Kiss Norbert          | Mercedes-Benz | +24,548        | 5    |
| 7    | 12 | Frantíšek Vojtíšek    | MAN           | +30,064        | 4    |
| 8    | 15 | Erwin Kleinnagelvoort | Scania        | +41,003        | 3    |
| 9    | 8  | Anthony Janiec        | MAN           | +45,188        | 2    |
| 10   | 10 | Ellen Lohr            | MAN           | +47,055        | 1    |
| 11   | 28 | Markus Altenstrasser  | Iveco         | +50,496        |      |
| 12   | 77 | René Reinert          | MAN           | +1:15,190      |      |
| 13   | 30 | Sascha Lenz           | MAN           | +1:18,007      |      |
| 14   | 11 | Eduardo Rodrigues     | MAN           | +1 kör         |      |
| 15   | 21 | Thomas Robineau       | MAN           | +3 kör         |      |

## Érdekességek
- Kiss Norbert versenykamionja nem készült el időben (és csapattársáé sem), így az osztrák nagydíjon a csapat tavalyi kamionjával versenyzett.[1]
- A hétvége vasárnapi napja esős volt, így a Q2, a SP2, a 3. és 4. verseny nedves körülmények között zajlott le.

## Külső hivatkozások
- Hivatalos nevezési lista
- Hivatalos eredmények - 1. verseny
- Hivatalos eredmények - 2. verseny
- Hivatalos eredmények - 3. verseny
- Hivatalos eredmények - 4. verseny